# Духовское (Спасский район)
В Приморье в Пограничном районе тоже есть село Духовское.
Духовско́е — село в Спасском районе Приморского края, административный центр Духовского сельского поселения.

## Этимология
Село названо в честь Приамурского генерал-губернатора Сергея Михайловича Духовского (1838—1901).

## География
Село Духовское находится к северу от города Спасск-Дальний, до которого (на юг по автотрассе «Уссури») около 44 км.
Село Духовское расположено между автотрассой «Уссури» (восточнее села) и железной дорогой Хабаровск — Владивосток (западнее села).
На северо-запад от села Духовское идёт дорога к станции ДВЖД Сунгач и к селу Новорусановка.

## Население
| 1900 | 1910 | 1912 | 1915  | 1923  | 1926  | 1959 |
| ---- | ---- | ---- | ----- | ----- | ----- | ---- |
| 399  | ↗729 | ↗782 | ↗1031 | ↗1082 | ↗1171 | ↘700 |
| 1970 | 1979 | 1997 | 2002  | 2003  | 2010  |      |
| →700 | ↘618 | ↗671 | ↘621  | ↗637  | ↘506  |      |

## Улицы
| - ул. Ленинская, - ул. Партизанская, - ул. Пограничная, - ул. Советская, | - ул. Совхозная, - ул. Уборевича, - пер. Школьный. |

## Экономика
Сельскохозяйственные предприятия Спасского района.

## Известные уроженцы
- Бочаров, Геннадий Николаевич (род. 1935) — советский и российский журналист, писатель.